# Distrito electoral de Scotia (condado de Greeley, Nebraska)
Scotia (en inglés: Scotia Precinct) es un distrito electoral ubicado en el condado de Greeley en el estado estadounidense de Nebraska. En el Censo de 2010 tenía una población de 555 habitantes y una densidad poblacional de 1,77 personas por km².

## Geografía
Scotia se encuentra ubicado en las coordenadas 41°29′14″N 98°39′33″O / 41.48722, -98.65917. Según la Oficina del Censo de los Estados Unidos, Scotia tiene una superficie total de 313.51 km², de la cual 311.71 km² corresponden a tierra firme y (0.57%) 1.8 km² es agua.

## Demografía
Según el censo de 2010, había 555 personas residiendo en Scotia. La densidad de población era de 1,77 hab./km². De los 555 habitantes, Scotia estaba compuesto por el 98.56% blancos, el 0.18% eran afroamericanos, el 0.54% eran amerindios, el 0% eran asiáticos, el 0% eran isleños del Pacífico, el 0.54% eran de otras razas y el 0.18% pertenecían a dos o más razas. Del total de la población el 0.9% eran hispanos o latinos de cualquier raza.